# Кубок Англії з футболу 1989—1990
Кубок Англії з футболу 1989—1990 — 109-й розіграш найстарішого футбольного турніру у світі, Кубка виклику Футбольної Асоціації, також відомого як Кубок Англії.

## Перший раунд
| Дата                      | Господарі              | Рахунок | Гості              |
| ------------------------- | ---------------------- | ------- | ------------------ |
| 17 листопада              | Мерайн                 | 0:1     | Рочдейл            |
| 17 листопада              | Олдершот               | 0:1     | Кембридж Юнайтед   |
| 18 листопада              | Йорк Сіті              | 1:2     | Грімсбі Таун       |
| 18 листопада              | Телфорд Юнайтед        | 0:3     | Волсолл            |
| 18 листопада              | Саттон Юнайтед         | 0:0     | Торкі Юнайтед      |
| 22 листопада Перегравання | Торкі Юнайтед          | 4:0     | Саттон Юнайтед     |
| 18 листопада              | Стаффорд Рейнджерс     | 2:3     | Галіфакс Таун      |
| 18 листопада              | Слау Таун              | 1:2     | Вокінг             |
| 18 листопада              | Шрусбері Таун          | 2:3     | Честерфілд         |
| 18 листопада              | Сканторп Юнайтед       | 4:1     | Матлок Таун        |
| 18 листопада              | Скарборо               | 0:1     | Вайтлі Бей         |
| 18 листопада              | Ротергем Юнайтед       | 0:0     | Бері               |
| 21 листопада Перегравання | Бері                   | 1:2     | Ротергем Юнайтед   |
| 18 листопада              | Реддітч Юнайтед        | 1:3     | Мертір-Тідвіл      |
| 18 листопада              | Престон Норт-Енд       | 1:0     | Транмер Роверз     |
| 18 листопада              | Пітерборо Юнайтед      | 1:1     | Хейєс              |
| 21 листопада Перегравання | Хейєс                  | 0:1     | Пітерборо Юнайтед  |
| 18 листопада              | Маклсфілд Таун         | 1:1     | Честер Сіті        |
| 21 листопада Перегравання | Честер Сіті            | 3:2     | Маклсфілд Таун     |
| 18 листопада              | Лінкольн Сіті          | 1:0     | Біллінгем Сінтонія |
| 18 листопада              | Лейтон Орієнт          | 0:1     | Бірмінгем Сіті     |
| 18 листопада              | Кіддермінстер Гарріерз | 2:3     | Свонсі Сіті        |
| 18 листопада              | Кеттерінг Таун         | 0:1     | Нортгемптон Таун   |
| 18 листопада              | Гартліпул Юнайтед      | 0:2     | Гаддерсфілд Таун   |
| 18 листопада              | Глостер Сіті           | 1:0     | Дорчестер Роверз   |
| 18 листопада              | Джиллінгем             | 0:0     | Веллінг Юнайтед    |
| 22 листопада Перегравання | Веллінг Юнайтед        | 1:0     | Джиллінгем         |
| 18 листопада              | Фарнборо Таун          | 0:1     | Герефорд Юнайтед   |
| 18 листопада              | Донкастер Роверз       | 1:0     | Ноттс Каунті       |
| 18 листопада              | Дартфорд               | 1:1     | Ексетер Сіті       |
| 21 листопада Перегравання | Ексетер Сіті           | 1:4     | Дартфорд           |
| 18 листопада              | Дарлінгтон             | 6:2     | Нортвіч Вікторія   |
| 18 листопада              | Кру Александра         | 2:0     | Конглтон Таун      |
| 18 листопада              | Карлайл Юнайтед        | 3:0     | Рексем             |
| 18 листопада              | Кардіфф Сіті           | 1:0     | Хейлзовен Таун     |
| 18 листопада              | Бернлі                 | 1:1     | Стокпорт Каунті    |
| 22 листопада Перегравання | Стокпорт Каунті        | 1:2     | Бернлі             |
| 18 листопада              | Бристоль Роверз        | 1:1     | Редінг             |
| 21 листопада Перегравання | Редінг                 | 1:1     | Бристоль Роверз    |
| 27 листопада Перегравання | Бристоль Роверз        | 0:1     | Редінг             |
| 18 листопада              | Бристоль Сіті          | 2:0     | Барнет             |
| 18 листопада              | Брентфорд              | 0:1     | Колчестер Юнайтед  |
| 18 листопада              | Блекпул                | 2:1     | Болтон Вондерерз   |
| 18 листопада              | Бішоп Окленд           | 2:0     | Тау Ло Таун        |
| 18 листопада              | Бейсінгсток Таун       | 3:0     | Бромсгроув Роверз  |
| 18 листопада              | Айлесбері Юнайтед      | 1:0     | Саутенд Юнайтед    |
| 19 листопада              | Віган Атлетік          | 2:0     | Менсфілд Таун      |
| 19 листопада              | Мейдстоун Юнайтед      | 2:1     | Йовіл Таун         |
| 19 листопада              | Бат Сіті               | 2:2     | Фулгем             |
| 22 листопада Перегравання | Фулгем                 | 2:1     | Бат Сіті           |

## Другий раунд
До другого раунду увійшли переможці першого раунду. 
| Дата                   | Господарі         | Рахунок | Гості             |
| ---------------------- | ----------------- | ------- | ----------------- |
| 9 грудня               | Віган Атлетік     | 2:0     | Карлайл Юнайтед   |
| 9 грудня               | Вайтлі Бей        | 2:0     | Престон Норт-Енд  |
| 9 грудня               | Волсолл           | 1:0     | Ротергем Юнайтед  |
| 9 грудня               | Свонсі Сіті       | 3:1     | Пітерборо Юнайтед |
| 9 грудня               | Сканторп Юнайтед  | 2:2     | Бернлі            |
| 12 грудня Перегравання | Бернлі            | 1:1     | Сканторп Юнайтед  |
| 18 грудня Перегравання | Бернлі            | 5:0     | Сканторп Юнайтед  |
| 9 грудня               | Рочдейл           | 3:1     | Лінкольн Сіті     |
| 9 грудня               | Редінг            | 0:0     | Веллінг Юнайтед   |
| 13 грудня Перегравання | Веллінг Юнайтед   | 1:1     | Редінг            |
| 19 грудня Перегравання | Редінг            | 0:0     | Веллінг Юнайтед   |
| 22 грудня Перегравання | Веллінг Юнайтед   | 1:2     | Редінг            |
| 9 грудня               | Нортгемптон Таун  | 0:0     | Айлесбері Юнайтед |
| 13 грудня Перегравання | Айлесбері Юнайтед | 0:1     | Нортгемптон Таун  |
| 9 грудня               | Мейдстоун Юнайтед | 1:1     | Ексетер Сіті      |
| 13 грудня Перегравання | Ексетер Сіті      | 3:2     | Мейдстоун Юнайтед |
| 9 грудня               | Герефорд Юнайтед  | 3:2     | Мертір-Тідвіл     |
| 9 грудня               | Грімсбі Таун      | 1:0     | Донкастер Роверз  |
| 9 грудня               | Дарлінгтон        | 3:0     | Галіфакс Таун     |
| 9 грудня               | Кру Александра    | 1:1     | Бішоп Окленд      |
| 13 грудня Перегравання | Бішоп Окленд      | 0:2     | Кру Александра    |
| 9 грудня               | Колчестер Юнайтед | 0:2     | Бірмінгем Сіті    |
| 9 грудня               | Честерфілд        | 0:2     | Гаддерсфілд Таун  |
| 9 грудня               | Кардіфф Сіті      | 2:2     | Глостер Сіті      |
| 12 грудня Перегравання | Глостер Сіті      | 0:1     | Кардіфф Сіті      |
| 9 грудня               | Кембридж Юнайтед  | 3:1     | Вокінг            |
| 9 грудня               | Бристоль Сіті     | 2:1     | Фулгем            |
| 9 грудня               | Блекпул           | 3:0     | Честер Сіті       |
| 9 грудня               | Бейсінгсток Таун  | 2:3     | Торкі Юнайтед     |

## Третій раунд
| Дата                  | Господарі                | Рахунок | Гості                |
| --------------------- | ------------------------ | ------- | -------------------- |
| 6 січня               | Вулвергемптон Вондерерз  | 1:2     | Шеффілд Венсдей      |
| 6 січня               | Вест-Бромвіч Альбіон     | 2:0     | Вімблдон             |
| 6 січня               | Вотфорд                  | 2:0     | Віган Атлетік        |
| 6 січня               | Тоттенгем Готспур        | 1:3     | Саутгемптон          |
| 6 січня               | Торкі Юнайтед            | 1:0     | Вест Гем Юнайтед     |
| 6 січня               | Свонсі Сіті              | 0:0     | Ліверпуль            |
| 9 січня Перегравання  | Ліверпуль                | 8:0     | Свонсі Сіті          |
| 6 січня               | Сток Сіті                | 0:1     | Арсенал              |
| 6 січня               | Шеффілд Юнайтед          | 2:0     | Борнмут              |
| 6 січня               | Рочдейл                  | 1:0     | Вайтлі Бей           |
| 6 січня               | Редінг                   | 2:1     | Сандерленд           |
| 6 січня               | Плімут Аргайл            | 0:1     | Оксфорд Юнайтед      |
| 6 січня               | Нортгемптон Таун         | 1:0     | Ковентрі Сіті        |
| 6 січня               | Мідлсбро                 | 0:0     | Евертон              |
| 10 січня Перегравання | Евертон                  | 1:1     | Мідлсбро             |
| 17 січня Перегравання | Евертон                  | 1:0     | Мідлсбро             |
| 6 січня               | Манчестер Сіті           | 0:0     | Міллволл             |
| 9 січня Перегравання  | Міллволл                 | 1:1     | Манчестер Сіті       |
| 15 січня Перегравання | Міллволл                 | 3:1     | Манчестер Сіті       |
| 6 січня               | Лестер Сіті              | 1:2     | Барнслі              |
| 6 січня               | Лідс Юнайтед             | 0:1     | Іпсвіч Таун          |
| 6 січня               | Галл Сіті                | 0:1     | Ньюкасл Юнайтед      |
| 6 січня               | Гаддерсфілд Таун         | 3:1     | Грімсбі Таун         |
| 6 січня               | Герефорд Юнайтед         | 2:1     | Волсолл              |
| 6 січня               | Ексетер Сіті             | 1:1     | Норвіч Сіті          |
| 10 січня Перегравання | Норвіч Сіті              | 2:0     | Ексетер Сіті         |
| 6 січня               | Крістал Пелес            | 2:1     | Портсмут             |
| 6 січня               | Челсі                    | 1:1     | Кру Александра       |
| 10 січня Перегравання | Кру Александра           | 0:2     | Челсі                |
| 6 січня               | Кардіфф Сіті             | 0:0     | Квінз Парк Рейнджерс |
| 10 січня Перегравання | Квінз Парк Рейнджерс     | 2:0     | Кардіфф Сіті         |
| 6 січня               | Кембридж Юнайтед         | 0:0     | Дарлінгтон           |
| 9 січня Перегравання  | Дарлінгтон               | 1:3     | Кембридж Юнайтед     |
| 6 січня               | Бристоль Сіті            | 2:1     | Свіндон Таун         |
| 6 січня               | Брайтон енд Гоув Альбіон | 4:1     | Лутон Таун           |
| 6 січня               | Блекпул                  | 1:0     | Бернлі               |
| 6 січня               | Блекберн Роверз          | 2:2     | Астон Вілла          |
| 10 січня Перегравання | Астон Вілла              | 3:1     | Блекберн Роверз      |
| 6 січня               | Бірмінгем Сіті           | 1:1     | Олдем Атлетік        |
| 10 січня Перегравання | Олдем Атлетік            | 1:0     | Бірмінгем Сіті       |
| 7 січня               | Порт Вейл                | 1:1     | Дербі Каунті         |
| 10 січня Перегравання | Дербі Каунті             | 2:3     | Порт Вейл            |
| 7 січня               | Ноттінгем Форест         | 0:1     | Манчестер Юнайтед    |
| 7 січня               | Чарльтон Атлетік         | 1:1     | Бредфорд Сіті        |
| 10 січня Перегравання | Бредфорд Сіті            | 0:3     | Чарльтон Атлетік     |

## Четвертий раунд
У цьому раунді зіграли переможці попереднього етапу.
| Дата                  | Господарі            | Рахунок | Гості                    |
| --------------------- | -------------------- | ------- | ------------------------ |
| 27 січня              | Вест-Бромвіч Альбіон | 1:0     | Чарльтон Атлетік         |
| 27 січня              | Саутгемптон          | 1:0     | Оксфорд Юнайтед          |
| 27 січня              | Шеффілд Юнайтед      | 1:1     | Вотфорд                  |
| 30 січня Перегравання | Вотфорд              | 1:2     | Шеффілд Юнайтед          |
| 27 січня              | Рочдейл              | 3:0     | Нортгемптон Таун         |
| 27 січня              | Редінг               | 3:3     | Ньюкасл Юнайтед          |
| 31 січня Перегравання | Ньюкасл Юнайтед      | 4:1     | Редінг                   |
| 27 січня              | Олдем Атлетік        | 2:1     | Брайтон енд Гоув Альбіон |
| 27 січня              | Міллволл             | 1:1     | Кембридж Юнайтед         |
| 30 січня Перегравання | Кембридж Юнайтед     | 1:0     | Міллволл                 |
| 27 січня              | Крістал Пелес        | 4:0     | Гаддерсфілд Таун         |
| 27 січня              | Бристоль Сіті        | 3:1     | Челсі                    |
| 27 січня              | Блекпул              | 1:0     | Торкі Юнайтед            |
| 27 січня              | Барнслі              | 2:0     | Іпсвіч Таун              |
| 27 січня              | Астон Вілла          | 6:0     | Порт Вейл                |
| 27 січня              | Арсенал              | 0:0     | Квінз Парк Рейнджерс     |
| 31 січня Перегравання | Квінз Парк Рейнджерс | 2:0     | Арсенал                  |
| 28 січня              | Шеффілд Венсдей      | 1:2     | Евертон                  |
| 28 січня              | Норвіч Сіті          | 0:0     | Ліверпуль                |
| 31 січня Перегравання | Ліверпуль            | 3:1     | Норвіч Сіті              |
| 28 січня              | Герефорд Юнайтед     | 0:1     | Манчестер Юнайтед        |

## П'ятий раунд
На цьому етапі зіграли переможці попереднього раунду.
| Дата                    | Господарі            | Рахунок | Гості                |
| ----------------------- | -------------------- | ------- | -------------------- |
| 17 лютого               | Вест-Бромвіч Альбіон | 0:2     | Астон Вілла          |
| 17 лютого               | Олдем Атлетік        | 2:2     | Евертон              |
| 21 лютого Перегравання  | Евертон              | 1:1     | Олдем Атлетік        |
| 10 березня Перегравання | Олдем Атлетік        | 2:1     | Евертон              |
| 17 лютого               | Ліверпуль            | 3:0     | Саутгемптон          |
| 17 лютого               | Крістал Пелес        | 1:0     | Рочдейл              |
| 17 лютого               | Бристоль Сіті        | 0:0     | Кембридж Юнайтед     |
| 27 лютого Перегравання  | Кембридж Юнайтед     | 5:1     | Бристоль Сіті        |
| 18 лютого               | Шеффілд Юнайтед      | 2:2     | Барнслі              |
| 21 лютого Перегравання  | Барнслі              | 0:0     | Шеффілд Юнайтед      |
| 5 березня Перегравання  | Барнслі              | 0:1     | Шеффілд Юнайтед      |
| 18 лютого               | Ньюкасл Юнайтед      | 2:3     | Манчестер Юнайтед    |
| 18 лютого               | Блекпул              | 2:2     | Квінз Парк Рейнджерс |
| 21 лютого Перегравання  | Квінз Парк Рейнджерс | 0:0     | Блекпул              |
| 26 лютого Перегравання  | Квінз Парк Рейнджерс | 3:0     | Блекпул              |

## Шостий раунд
На цьому етапі зіграли переможці попереднього раунду.
| Дата                    | Господарі            | Рахунок | Гості                |
| ----------------------- | -------------------- | ------- | -------------------- |
| 10 березня              | Кембридж Юнайтед     | 0:1     | Крістал Пелес        |
| 11 березня              | Шеффілд Юнайтед      | 0:1     | Манчестер Юнайтед    |
| 11 березня              | Квінз Парк Рейнджерс | 2:2     | Ліверпуль            |
| 14 березня Перегравання | Ліверпуль            | 1:0     | Квінз Парк Рейнджерс |
| 14 березня              | Олдем Атлетік        | 3:0     | Астон Вілла          |

## Півфінали
У півфіналах зіграли команди, що перемогли на попередньому етапі.
| Дата      | Господарі         | Рахунок | Гості         |
| --------- | ----------------- | ------- | ------------- |
| 8 квітня  | Манчестер Юнайтед | 3:3     | Олдем Атлетік |
| 8 квітня  | Крістал Пелес     | 4:3     | Ліверпуль     |
| 11 квітня | Манчестер Юнайтед | 2:1     | Олдем Атлетік |

## Фінал
| 12 травня 1990 |

| «Манчестер Юнайтед»       | 3:3 дч   | «Крістал Пелес»           |
| ------------------------- | -------- | ------------------------- |
| Робсон 35' Г'юз 62', 109' | Протокол | О'Рейлі 18' Райт 72', 92' |

| Вемблі, Лондон Глядачів: 80 000 Арбітр: Аллан Ганн |

Перегравання
| 17 травня 1990 |

| «Манчестер Юнайтед» | 1:0      | «Крістал Пелес» |
| ------------------- | -------- | --------------- |
| Мартін 59'          | Протокол |                 |

| Вемблі, Лондон Глядачів: 80 000 Арбітр: Аллан Ганн |